# 37 (numero)
Trentasette (cf. latino triginta septem, greco ἑπτὰ καὶ τριάκοντα) è il numero naturale dopo il 36 e prima del 38.

## Proprietà matematiche
- È un numero dispari.
- È un numero difettivo.
- È il dodicesimo numero primo, dopo il 31 e prima del 41.
  - È un numero primo irregolare.
  - È un numero primo cubano della forma {\displaystyle \,(x^{3}-y^{3})/(x-y),x=y+1}.
  - È un primo permutabile con 73.
  - È un numero primo troncabile a destra e a sinistra.
- È un numero omirp.
- È un numero idoneo.
- È un numero esagonale centrato e un numero stellato.
- È un numero poligonale centrale.
- Non è la somma di due numeri primi.
- Se un multiplo di tre cifre di 37 viene ciclicamente permutato, per esempio 481 diventa 148 o 814, allora i numeri risultanti sono ancora multipli di 37. L'unico altro numero che ha questa proprietà nell'ambito delle tre cifre è 27.
- È l'unico numero di due cifre (assieme al 48) che moltiplicato per la somma delle sue cifre dia un prodotto uguale alla somma dei cubi di tali cifre: {\displaystyle 37\cdot (3+7)=3^{3}+7^{3}}
- Ogni numero naturale è la somma di al più 37 quinte potenze (il più piccolo numero naturale esprimibile con esattamente 37 quinte potenze è 223).
- È la somma di due quadrati, 37 = 12 + 62.
- 1/37 = 0,027027027..., e 1/27 = 0,037037037...
- Ogni numero naturale è la somma di al più 37 quinte potenze, vedi problema di Waring.
- È parte delle terne pitagoriche (12, 35, 37), (37, 684, 685).
- È un numero palindromo nel sistema di numerazione posizionale a base 6 (101).
- È un numero fortunato.
- È un numero intero privo di quadrati.
- È un numero congruente.
- È un termine della successione di Padovan.

## Astronomia
- 37P/Forbes è una cometa periodica del sistema solare.
- 37 Fides è un asteroide della fascia principale del sistema solare.
- NGC 37 è una galassia lenticolare della costellazione della Fenice.

## Astronautica
- Cosmos 37 è un satellite artificiale russo.

## Chimica
- È il numero atomico del Rubidio (Rb).

## Biologia
- È comunemente considerata la temperatura corporea normale, in gradi Celsius, per gli esseri umani.

## Simbologia

### Smorfia
- Nella smorfia il numero 37 è il monaco.

### Giochi
- La rotella della roulette ha trentasette scanalature.